# Kościół Wszystkich Świętych w Lasowicach Wielkich
Kościół Wszystkich Świętych – rzymskokatolicki kościół parafialny, znajdujący się we wsi Lasowice Wielkie, należący dekanatu Kluczbork w diecezji opolskiej. Kościół należy do szlaku drewnianego budownictwa sakralnego, który w całości obejmuje wybrane drewniane kościoły w woj. opolskim.

## Historia kościoła
Kościół w Lasowicach Wielkich istniał już w 1447 roku, była to budowla o konstrukcji drewnianej. W 1519 roku świątynia spłonęła, w jej miejsce został wzniesiony nowy obiekt sakralny. Obecny drewniany kościół paraﬁalny zbudowany został w 1599 roku przez protestantów. W 1701 roku świątynię przejęli katolicy (należała ona wówczas do parafii w Bogacicy. W 1837 roku ustanowiono parafię w Lasowicach Wielkich, a kościół stał się jednocześnie kościołem parafialnym. Na terenie przykościelnym znajduje się również cmentarz. Cały teren otacza drewniane ogrodzenie z bramą główną na osi elewacji zachodniej oraz furtką we wschodniej części ogrodzenia.

## Architektura i wnętrze kościoła
Świątynia jest konstrukcji zrębowej, orientowana z kwadratową wieżą. Szkielet wieży wykonany został w 1702 roku z pionowych słupów, do których umocowano drewniane belki. Obiekt nakryty jest dachem czterospadowym z wypukłym cebulastym zakończeniem. Dach nad nawą i prezbiterium jest w formie dachu siodłowego, którego cechują trójkątne ściany boczne, zwane szczytami. Ściany zewnętrzne pokryte są gontem, a od strony północnej kościoła występują niskie soboty wsparte na słupach.
W kościele zachowało się wiele zabytkowego wyposażenia: 
- dzwon z 1521 roku,
- ambona pochodząca z XVIII wieku,
- barokowe rzeźby św. Jana Nepomucena i św. Ignacego Layoli,
- obraz św. Anny Samotrzeciej z XVII wieku,
- chrzcielnica,
- obrazy Drogi Krzyżowej z XVIII wieku,
- neogotycki ołtarz główny z figurami św. Piotra i św. Pawła,
- obraz Matki Bożej z Dzieciątkiem wśród świętych,
- konfesjonał z XIX wieku,
- prospekt organowy z 1942 roku, którego autorem był J. Kloss[4].

Kościół odnawiany był na przełomie lat 50. i 60. XX wieku, a następnie w latach 70. XX wieku. Wymieniono wówczas gonty, odeskowano wnętrza, zmieniono formy podcienia oraz wzmocniono fundamenty i konstrukcję wieży. Kolejny remont przeprowadzony został w 1998 roku wymieniając m.in. instalację elektryczną oraz okna w zakrystii. W 1999 roku renowacji podano ołtarz, rzeźby oraz obrazy Drogi Krzyżowej. W czasie remontu w 2004 roku wymieniono pokrycie gontowe nawy i wieży oraz wykonano prace zabezpieczające ściany zewnętrzne.

## Galeria

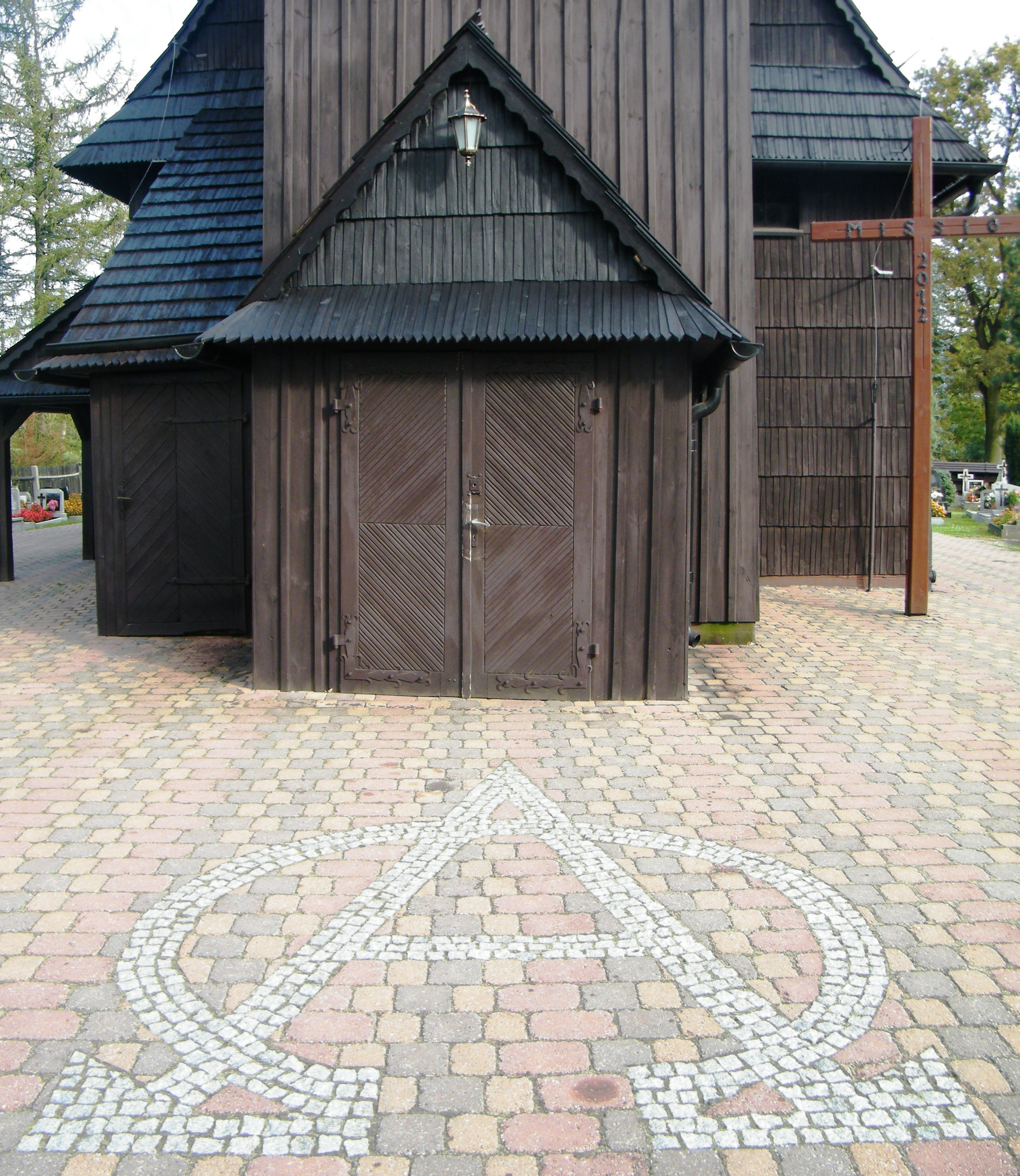
Wejście do kościoła
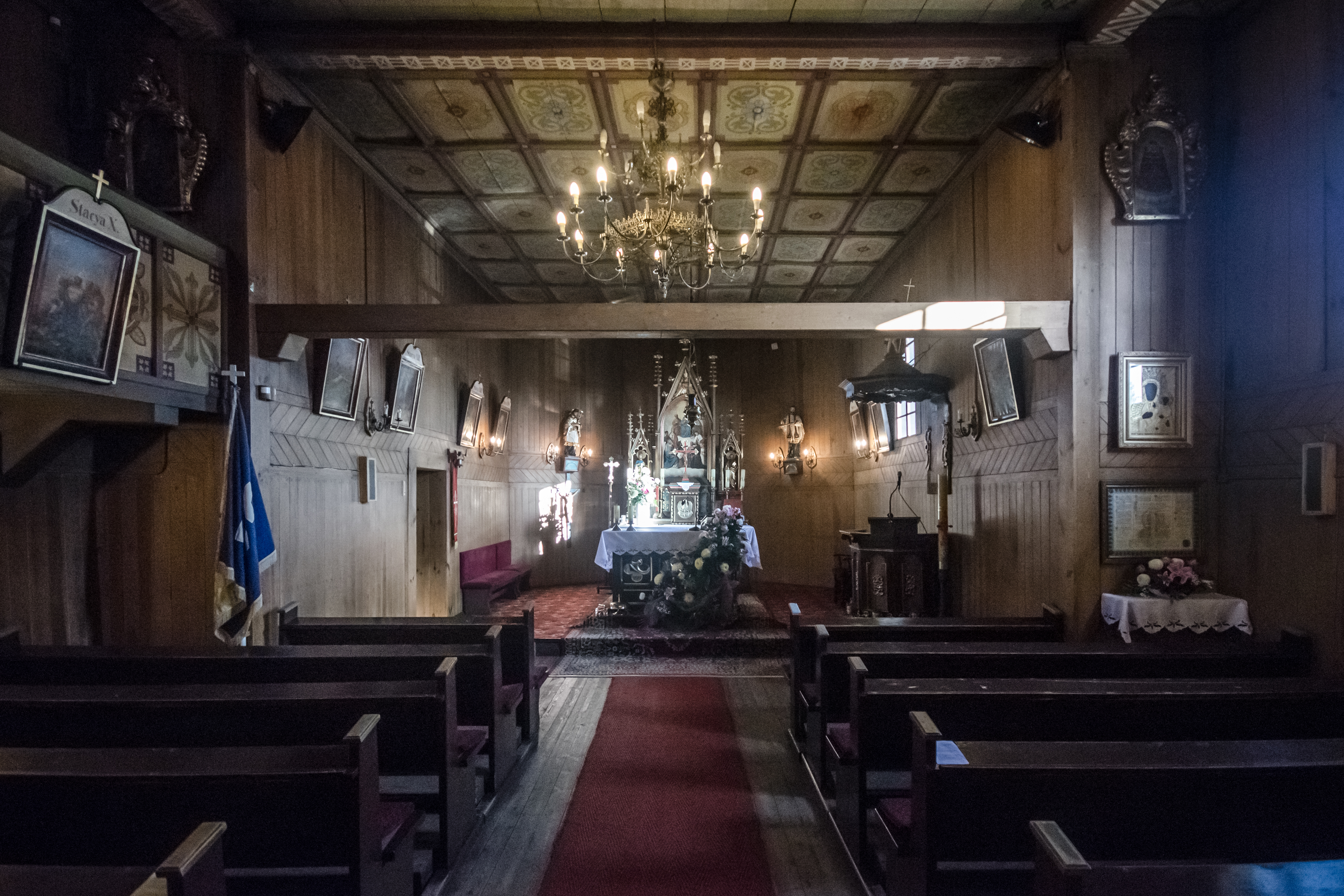
Wnętrze kościoła. Ołtarz
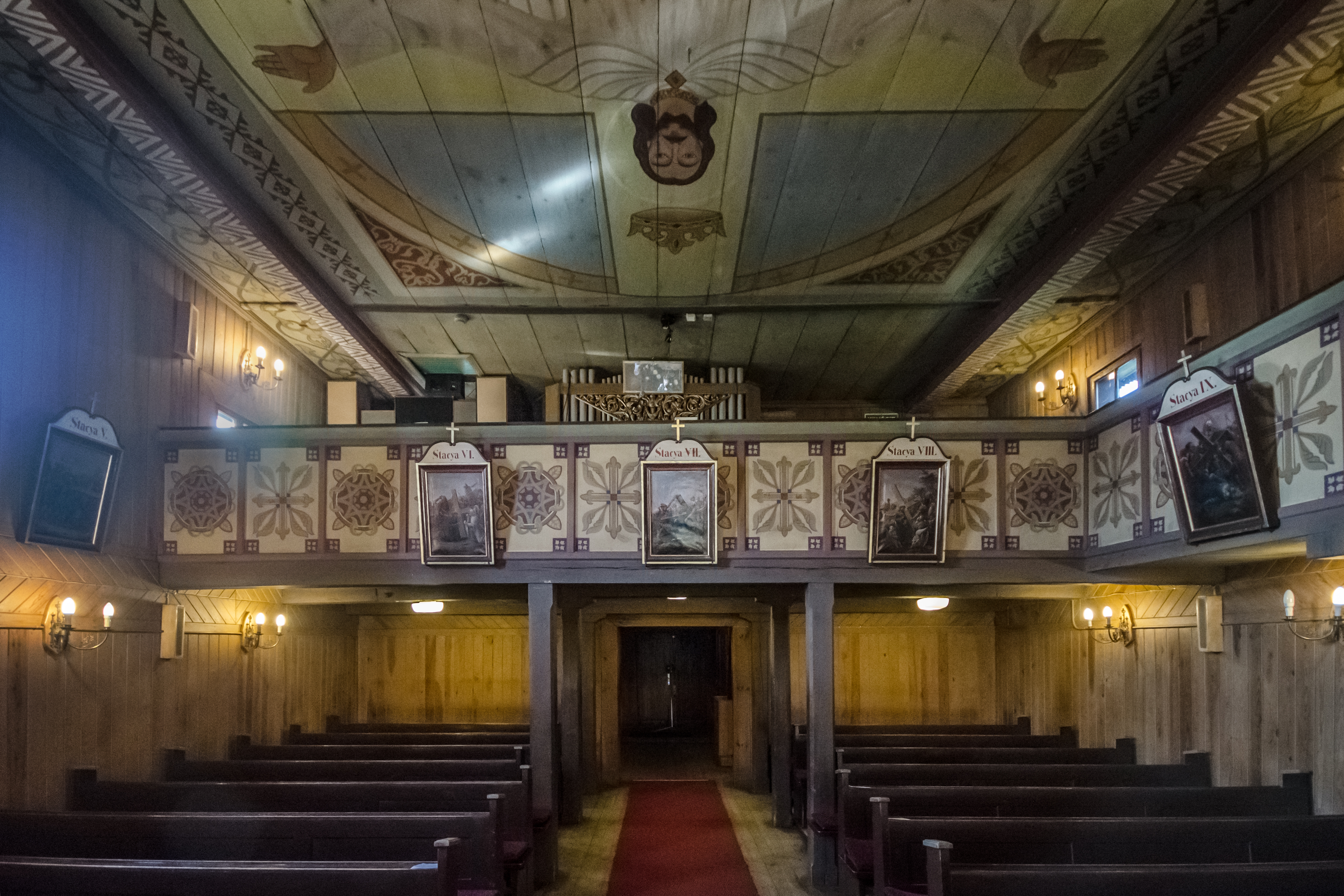
Wnętrze kościoła. Empora organowa